# Step by Step
Step by Step (Paso a paso en Latinoamérica) fue una telecomedia estadounidense. Fue emitida primero por ABC, desde el 20 de septiembre de 1991 hasta el 15 de agosto de 1997 y cambiada después a la CBS del 19 de septiembre de 1997 al 26 de junio de 1998. La serie estaba protagonizada por Patrick Duffy y Suzanne Somers.

## Duración
Estrenada en los Estados Unidos el 20 de septiembre de 1991 en la cadena ABC, tuvo una duración de ciento sesenta episodios divididos en siete temporadas, finalizando el 26 de junio de 1998 (en la cadena CBS, la cual transmitió la séptima y última temporada).

## Premisa
La serie, ambientada en la ciudad de Port Washington, Wisconsin, presenta a Frank Lambert, un contratista divorciado con tres hijos, quien impulsivamente contrae matrimonio en Jamaica con Carol Foster, una estilista viuda quien también tiene tres hijos. Ambos se conocen mientras se encontraban cada uno de vacaciones por separado (aunque en el episodio piloto, Frank Lambert confiesa que él realmente siguió a Carol hasta Jamaica después de verla fugazmente en la agencia de viajes en la que ambos planificaron sus viajes, y quedarse impresionado por ella).
Al volver, los recién casados se ven obligados a confesar su repentino matrimonio a sus respectivos hijos, y enfrentarse al difícil reto de unir a ambas familias bajo un mismo techo (eligiendo la casa de los Foster, por ser lo bastante amplia para albergar ambas familias de manera relativamente «cómoda»), a pesar de las evidentes diferencias en su crianza y mentalidad, lo que da lugar a constantes conflictos entre los personajes.
El título de la serie tiene un doble significado. El primero va de acuerdo con la idea principal de la serie: rehacer la vida de una persona después del divorcio o la muerte de su cónyuge y la aceptación de los nuevos (y chocantes) miembros de la familia un paso a la vez. El segundo corresponde al juego de palabras (en inglés) en el que cada miembro de la familia es el «medio» (step) que complementa al resto de la familia: stepbrother (hermanastro), stepmother (madrastra), stepsister (hermanastra), stepfather (padrastro), stepdaughter (hijastra) y stepson (hijastro).

## Personajes principales
Los Lambert:
- Frank Lambert (Patrick Duffy): Contratista dueño de su propia compañía de construcción, Es un padre despreocupado, desordenado, de modales burdos, rudo, gran fanático de los deportes y de las actividades al aire libre. Durante toda la serie demuestra estar muy enamorado de su nueva mujer y sentir gran atracción hacia ella. Intenta constantemente ser la voz de la autoridad para su nueva gran familia, pero es más fácil decirlo que hacerlo.
- Justin Thomas «J. T.» Lambert (Brandon Call): hijo mayor de Frank, es un estudiante mediocre (en un episodio se descubre que es disléxico), despreocupado, haragán, hormonal y derrochador. J. T. demuestra no ser muy listo, cada vez que se le ocurre algún plan, pero aun así es un experto en el arte de aprovecharse de la gente para obtener beneficios y de romper todas las reglas de sus padres. Tiene un gran resentimiento hacia su nueva familia, especialmente hacia su hermanastra Dana, con quien entabla constantes discusiones donde tratan de insultarse de la manera más ocurrente.
- Alicia «Al» Lambert (Christine Lakin): La única hija de Frank Lambert, criada en un entorno masculino. durante las primeras temporadas es presentada como una marimacho (niña con comportamiento masculino), es una estudiante mediocre que adora los deportes, las actividades manuales y los juegos de apuestas. Es el único personaje de la serie que muestra una verdadera evolución a medida que transcurren los años, pues aunque inicialmente se muestra varonil, ruda y extremadamente hostil, a medida que avanza la serie, va madurando y volviéndose cada vez más femenina y cercana a sus hermanastras, con las que poco a poco se va llevando cada vez mejor y siendo más confidente (aunque a veces siga teniendo un comportamiento brusco, mala actitud y algunos problemas de control de ira). poco a poco va interesándose por los chicos, con los conflictos que ello representa para ella. En las últimas temporadas muestra gran interés por la actuación.
- Brendan Lambert (Josh Byrne): Brendan es el menor de los niños Lambert. tímido, despreocupado e inocente, es el personaje que acepta mejor a su nueva familia (aunque no está exento de roces con sus hermanastros). En las primeras temporadas, Brendan actúa como la voz de la conciencia y la autocrítica para toda la familia, al mostrar su punto de vista inocente y libre de malicia ante los problemas que se presentan. A medida que la serie va avanzando y el personaje crece, va teniendo menos apariciones, hasta que virtualmente es eliminado, teniendo apariciones esporádicas sólo hacia el final de la serie.
- Cody Lambert (Sasha Mitchell): Sobrino de Frank, personaje recurrente en la primera temporada, y fijo desde la segunda hasta la quinta temporada. En apariencia, un joven adulto, lerdo, muy inocente, de actitud relajada y terriblemente excéntrico, Cody parece vivir en un mundo personal incoherente e irracional, aunque demuestra en muchas ocasiones un nivel de madurez, nobleza e inteligencia excepcionales. Vive en una camioneta tipo Van en el patio trasero de la casa. Fanático del rock y del blues (suele expresar sus estados de ánimo cantando blues), es un hábil (pero a veces despistado) mecánico. Trabaja en el negocio de las demoliciones, aunque a veces ayuda en la empresa de construcción de su tío Frank. Durante la serie, también se le muestra en muchas otras ocupaciones (mecánico de motocicletas, cartero, entrenador, etc.). Y, aunque no lo demuestre, también es un experto en artes marciales. Cody en T1E4 después de su primera cita con Dana por una apuesta con J. T. de US$20, le confiesa a este sentirse enamorado de ella, concentrando muchas veces su atención en ella. Cody aportó un toque absurdo y surrealista que gustó mucho al público general, convirtiéndolo en uno de los personajes más populares de la serie.

Los Foster:
- Carol Foster Lambert (Suzanne Somers): Viuda y madre de 3 hijos, Carol es la típica madre amorosa, optimista y sabia, pero obsesionada con la limpieza, el orden y la perfección. Es estilista y dueña de su propio salón de belleza (el cual está en el garaje de su casa, y que funciona con la ayuda de su madre Ivy y su hermana Penny). Carol actúa como mediadora en la mayoría los conflictos de su extensa familia, que suele sacarla de quicio.
- Dana Foster (Staci Keanan): la hija mayor de Carol, es una feminista obstinada, estudiosa, inteligente, arrogante, irónica y con un terrible complejo de superioridad. Es poco popular en su escuela (especialmente con los chicos) por su pésima actitud. Se muestra abiertamente hostil hacia los Lambert, especialmente hacia J. T. con quien discute constantemente y con Cody, cuyas continuas atenciones y alocado comportamiento le sacan de sus casillas. Suele maquinar planes retorcidos en contra de sus hermanastros cada vez que se le presenta la ocasión, aunque ninguno sale como ella espera. A veces se mete en situaciones incómodas por su arrogancia, de las que suele salir gracias a su subvalorada nueva familia (en especial gracias a Cody).
- Karen Foster (Angela Watson): la segunda hija de Carol, Karen es una chica poco brillante, unidimensional, vanidosa y superficial, cuyo sueño es ser una súper modelo, una gran celebridad (y algunas veces el ser una cantante de música country). Obsesionada con el cuidado de su pelo y su maquillaje, es una compradora compulsiva de ropa, cosméticos y calzado, y tiene un interés desmedido por los hombres, los que ha demostrado tener mucha experiencia atrayendo y manipulando. Suele competir en cástines de modelaje y actuación, aunque en muchas ocasiones es derrotada inesperadamente por su hermanastra Al.
- Mark Foster (Christopher Castile): el hijo menor de Carol, un friki en toda la regla: frágil y endeble, genio académico y experto informático, de actitud soberbia, flemática y chocante, muchas veces suelen pasarle desgracias. A medida que avanza la serie, intenta ser más normal, consiguiéndo una novia, practicando deportes y buscando más amigos. Este personaje (al igual que Brendan) pierde trascendencia a medida que transcurre la serie, y aparece cada vez menos.

Personajes secundarios:
- Penny Baker (Patrika Darbo): Hermana menor solterona de Carol. Una mujer regordeta y de voz chillona que está constantemente al acecho de hombres. Trabaja en el salón de belleza de Carol. El personaje sólo aparece en la primera temporada.
- Ivy Baker (Peggy Rea): La madre irónica y asertiva de Carol, que trabaja en su salón de belleza. El personaje sólo aparece en la primera temporada.
- Lilly Lambert Foster (Lauren y Kristina Meyering en la quinta temporada, Emily Mae Young en la sexta y séptima temporada): La única hija biológica entre Frank y Carol, este personaje nace en el episodio final de la cuarta temporada, en la quinta temporada es presentada como un bebé, y en la sexta temporada, inexplicablemente el personaje es presentado como una niña de cinco años. Lilly Lambert Foster es una niña inocente y tierna, que crece en éste conflictivo núcleo familiar, tomando el relevo del personaje tierno e inocente que ocupaba Brendan en las primeras temporadas. Posee la inteligencia de los Foster y a la vez la viveza de los Lambert.
- Rich Halke (Jason Marsden): Presentado en la quinta, sexta y séptima temporada como el mejor amigo de J. T., con una personalidad similar a este último (despreocupado, alegre, haragán, irresponsable y de mente corta), empieza a salir con Dana, llegado a ser su novio en la sexta temporada. Como curiosidad, el actor Jason Marsden hizo el papel de un amigo de J. T. en las primeras temporadas de la serie, pero no respondía al nombre de Rich. Curiosamente, otros actores también hicieron personajes recurrentes en las primeras temporadas, y volvieron haciendo personajes similares en las temporadas finales, pero sin relación con los primeros.
- Samantha «Sam» Milano (Alexandra Adi): Presentada en la sexta y séptima temporada, se convierte en la novia de J. T., es una hermosa e inteligente chica con un perfil un poco masculino (universitaria, independiente y experta mecánica de camiones).
- Jean-Luc Rieupeyroux (Bronson Pinchot): Presentado en la sexta temporada, es un estilista europeo de fama internacional, de actitud, moderna, excéntrica y vanguardista, interesado en asociarse con Carol en el negocio del salón de belleza. El personaje fue creado para ocupar el lugar de Cody en la serie,  pero solo duró una temporada en la serie.

## Desarrollo y éxito de la serie
La serie fue creada y producida inicialmente por William Bickley y Michael Warren (Bickley-Warren Productions), con los productores ejecutivos Thomas L. Miller y Robert L. Boyett (Miller-Boyett Productions), y por Lorimar Television (de 1991 a 1993, hasta que pasa a ser producida por Warner Bros. Television, después de que absorbiera a Lorimar Television).
Step by Step fue creada con la idea de combinar a dos de las estrellas de televisión más populares y atractivas de las décadas de los 70 y los 80 (Patrick Duffy de Dallas y Suzanne Somers de Three's Company), como los padres protagonistas para atraer a los espectadores adultos, uniéndolos con algunas de las celebridades adolescentes del momento (Staci Keanan de My Two Dads, Brandon Call de Baywatch y Sasha Mitchell de Dallas y Kickboxer 2) para atraer al público infantil y adolescente.
La creación de Step by Step tenía una importancia adicional, que fue cumplir una obligación contractual entre Lorimar Television y el actor Patrick Duffy. Por contrato, la productora debía incorporarlo en una nueva serie al culminar su serie anterior (la exitosa serie dramática Dallas, que también fue producida por Lorimar Television).
Step by Step era una propuesta atípica para una comedia de situación de principios de los noventa: una familia totalmente disfuncional y con relaciones abiertamente hostiles (en contraste con las familias imperfectas pero cohesivas que predominaban en las demás comedias de aquel entonces, como en Full House o Family Matters), lo que terminó agradando mucho al público estadounidense. Esta serie posee una fuerte influencia de la telecomedia de 1969 The Brady Bunch, de la que extrae elementos como la unión de dos familias con tres hijos.
Además, la gran variedad de personajes de la serie, cada uno con una personalidad y características únicas, otorgaba a los guionistas la ventaja de disponer de un amplio abanico de argumentos y temas manejables, evitando así la típica monotonía temática de otras comedias. Esta variedad de personajes además permitía introducir gags (bromas) rápidos e inesperados en cualquier momento del episodio, lo que hacía más impredecible, fresco y dinámico el desarrollo de cada capítulo.
Step by Step tenía otra seña de identidad muy particular en el hecho de que la pareja de los padres (Frank y Carol) demostraban constantemente una fuerte y evidente atracción sexual, algo inédito en programas de corte familiar. Esta constante atracción (muy presente durante las siete temporadas que duró la serie) se manifestaba con acercamientos y conversaciones sensuales, y alusiones con doble sentido (pero muy obvias para el espectador). Esto era algo realmente muy osado para la época, y para el tipo de público al que iba dirigida la serie. Pero en vez de escandalizar al público, fue percibido como un reflejo de una sana vida sexual de pareja en un entorno familiar. La mezcla de todos estos elementos dio lugar a una serie imprevisible, atractiva y muy entretenida que gozó de gran popularidad en los Estados Unidos durante la mitad de la década de los noventa.
Step by Step fue en gran medida responsable del gran éxito del bloque de comedias que la cadena ABC estableció en su programación de los viernes en horario estelar (de 8:00 p. m. a 10:00 p. m.): el bloque TGIF o Thank Godness is Funny! (Gracias a Dios, es divertido!, cuyas siglas se basaron en la frase popular Thank God It's Friday/«Gracias a Dios es viernes!»). Dicho bloque de programación dominó de manera indiscutible en el difícil prime time de los viernes, durante el período entre 1989 y mediados de los noventa, transmitiendo telecomedias de corte familiar como Full House, Family Matters, Mr. Belvedere, Perfect Strangers, Dinosaurs, Sabrina, the Teenage Witch, Boy Meets World, Clueless, Just the Ten of Us, Two of a Kind, Going Places, Baby Talk, You Wish, Camp Wilder, Aliens in the Family, Hangin' with Mr. Cooper, The Hughleys, Making the Band, Brother's Keeper, Teen Angel y la misma Step by Step.
Durante cuatro temporadas consecutivas, Step by Step se mantuvo como una de las series favoritas del público estadounidense en el bloque TGIF, llegando incluso a tener un nivel de ráting superior a programas ya establecidos y exitosos como The Fresh Prince of Bel-Air (El príncipe del rap), Married With Children, Beverly Hills, 90210, Dr. Quinn Medicine Woman, Cops o Melrose Place. La serie mantuvo esta popularidad mientras manejó la fórmula de la familia disfuncional sin mayores variaciones.
A partir de la quinta temporada, la serie empezó a perder popularidad a medida que perdía el encanto de la hostilidad interfamiliar y se centraba más en los conflictos y situaciones de pareja de los adolescentes de aparición regular (J. T., Dana, Al y Karen). Además, se realizaron cambios repentinos en la plantilla de personajes, que no fueron justificados en su momento, empezando por la eliminación de personajes muy populares (como Cody) y la paulatina exclusión de otros (como Mark y Brendan), e incorporando personajes secundarios externos a la familia (como el estilista Jean-Luc o Rich, el novio de Dana) en un fallido intento de rellenar el vacío dejado por los cambios antes mencionados.

## Cancelación
A finales de los noventa, The Walt Disney Company absorbió a la división familiar de la ABC y reestructuró la programación del canal. En vista del descenso de la audiencia del bloque TGIF, Disney canceló en 1997 algunas de sus series de mayor trayectoria tales como Step by Step y Family Matters, las cuales habían sufrido una evidente disminución en su audiencia. La cancelación de estas series fue un intento por renovar el bloque con nuevas series.
Step by Step y Family Matters fueron rescatadas por el canal CBS, el cual lanzó en 1997 un bloque similar al TGIF llamado CBS Block Party, en el mismo horario prime time de los viernes en un intento por competir con ABC y reflotar el concepto. El CBS Block Party estaba formado por las series Step by Step, Family Matters, Meego (protagonizada por Bronson Pinchot, exactor de Step by Step) y The Gregory Hines Show. Después de una temporada, el CBS Block Party no dio los resultados esperados y las series que lo formaban, incluyendo Step by Step, fueron canceladas definitivamente una vez culminaron sus respectivas temporadas en 1998. Como nota final, el bloque TGIF del canal ABC nunca logró recuperar su popularidad y fue cancelado en el año 2000 (desde entonces, ABC ha intentado en varias ocasiones rescatar el concepto de TGIF, con muy pobres resultados).

## Reparto
| Personaje                   | Actor original (Estados Unidos) | Actor de voz (España)       | Actor de voz (Latinoamérica)                        |
| --------------------------- | ------------------------------- | --------------------------- | --------------------------------------------------- |
| Frank Lambert               | Patrick Duffy                   | Juan Lombardero             | Guillermo Sauceda Gerardo Reyero                    |
| Carol Foster Lambert        | Suzanne Somers                  | Laura Palacios              | Rocío Garcel                                        |
| Dana Foster                 | Staci Keanan                    | Isabel Fernández Avanthay   | Patricia Acevedo                                    |
| John Thomas «J. T.» Lambert | Brandon Call                    | Cholo Moratalla             | Sergio Bonilla Benjamín Rivera                      |
| Karen Foster                | Angela Watson                   | Amparo Valencia             | María Fernanda Morales                              |
| Alicia «Al» Lambert         | Christine Lakin                 | Sandra Jara                 | Araceli de León (†)                                 |
| Mark Foster                 | Christopher Castile             |                             | Luis Daniel Ramírez Raúl Aldana Carlos Hugo Hidalgo |
| Brendan Lambert             | Josh Byrne                      | Chelo Vivares Valle Acebrón | Patricia Acevedo Eduardo Garza                      |
| Cody Lambert                | Sasha Mitchell                  |                             | Carlos Iñigo                                        |
| Lilly Lambert Foster        | Emily Mae Young                 |                             | Claudia Motta                                       |
| Rich Halke                  | Jason Marsden                   |                             | Jorge Roig Jr. Benjamín Rivera José Antonio Macías  |
| Penny Baker                 | Patrika Darbo                   | Mar Sánchez Gatell          | Sylvia Garcel                                       |
| Ivy Baker                   | Peggy Rea                       | María Romero                | Carmen Donna-Dío                                    |
| Jean-Luc Rieupeyroux        | Bronson Pinchot                 |                             | Martín Soto                                         |
| Samantha «Sam» Milano       | Alexandra Adi                   |                             | Marina Huerta                                       |

## Canales de emisión internacional
- Costa Rica: Canal NUEVE y REPRETEL (Canal 11)(1995-1999 y 2000-2006).
- Chile: TVN (1993-1999 y 2000-2006).
- Venezuela: Venevisión (1993-1997) y Televen (retransmitido,1999-2005).
- Perú: Global Televisión y Panamericana (1992-1999 y 2000-2007).
- Ecuador: TC Televisión (1995-2004) y Teleamazonas (2018).
- México: Canal 5 (1993-2001) se retiró unos años después de que Disney firmara contrato con TV Azteca, Esta última intento reponerla en 2003 en Azteca 7, pero se retiró a los pocos meses.
- El Salvador: Canal 6 (1993-2001 y 2003-2005).
- Uruguay: SAETA TV CANAL 10 (1995-2004).
- Latinoamérica: Warner Channel (1995-2005 y 2015).
- Reino Unido: ITV.
- Guatemala: Canal 13 (años 2000)